# Jean-Luc Ponty
Pour les articles homonymes, voir Ponty.
Jean-Luc Ponty, né le 29 septembre 1942, à Avranches, est un violoniste et compositeur de jazz français.

## Biographie
Premier prix de violon classique, en 1960, au Conservatoire national supérieur de musique et de danse de Paris, son attirance pour le jazz est due aux musiques de Miles Davis et de John Coltrane. Il obtient en 1967 le prix Django-Reinhardt délivré par l'Académie du Jazz et figure sur le double CD 50 ans de prix Django-Reinhardt, sorti chez Nocturne en 2005. Il nie toute influence de Stéphane Grappelli, qu'il appréciait pourtant beaucoup. Ce violoniste français a obtenu une véritable réputation internationale, d'abord via ses collaborations avec Frank Zappa et John McLaughlin puis, à partir de 1975, par sa une carrière très personnelle, faite de sa grande culture classique, de sa volonté de populariser ses champs d'expression, enfin de son goût pour les expérimentations et les métissages stylistiques qui lui valurent en France nombre de railleurs, même et surtout parmi les ex-plus fervents admirateurs de ce « Coltrane du violon » qu'ils avaient initialement vu en lui.
Notons que le guitariste virtuose Daryl Stuermer joua avec lui avant d'aller rejoindre Genesis en 1978 puis, Phil Collins pour sa grande et prolifique carrière solo.
Violoniste purement bebop à ses débuts, devant la difficulté de survivre dans le peu d'espace et de reconnaissance que lui offrait sa carrière « première version », il cède aux sirènes américaines que furent, pour lui, George Duke et Frank Zappa, et se dirige vers le jazz rock en abandonnant les clubs parisiens, tel Le Caméléon, qu'il animait lors des années 1960. Ses expérimentations électroniques furent couronnées de succès, l'artiste obtenant la reconnaissance d'un public plus large - pour preuve les concerts du Mahavishnu Orchestra au festival de jazz de Montreux - bénéficiant bientôt d'assez d'aura pour former ses propres groupes, dirigeant à son tour quelques instrumentistes de grand talent, tels Patrice Rushen, Allan Zavod, Allan Holdsworth, Dan Sawyer, Leon Chancler, Taffa Cissé, Guy Nsangué Akwa, William Lecomte, Thierry Arpino...
S'appuyant sur une virtuosité remarquable et doté d'un réel talent de compositeur et de mélodiste, Jean-Luc Ponty a également été un expérimentateur ambitieux, parmi les premiers à traiter le violon avec des pédales d'effets (distorsion, wah-wah, etc.) et le combiner aux synthétiseurs et instruments MIDI. Immédiatement identifiables, ses sonorités - en attaque comme en phrasé - sont de véritables signatures, égalant l'ampleur d'un synthétiseur sur les seules cordes de ses violons.
Il a notamment utilisé un violon électrique à cinq cordes, équipé d'une corde basse accordée en do, mais également parfois un violectra, d'abord à quatre cordes puis à six, avec des basses en do et en fa. Le violon Zeta remplaça les vieux barcus berry avec lesquels Jean-Luc Ponty avait été un des précurseurs du jazz-rock. L'artiste rejoue cependant sur un barcus berry sur son album The Acatama Experience, sorti en 2007.
Il travaille en 2014 avec le chanteur du groupe Yes, Jon Anderson, avec qui il sort en 2015 un album intitulé Better late than never.

## Discographie

### Discographie bebop
- 1964 : Jazz Long Playing
- 1966 : Violin Summit, avec Stuff Smith, Stéphane Grappelli et Svend Asmussen
- 1967 : Sunday Walk
- 1968 : Trio HLP (avec Daniel Humair et Eddy Louiss) (Dreyfus jazz)

### Discographie jazz-rock
- 1968 : More than Meets the Ear
- 1969 : Electric Connection
- 1969 : Live at Dontes
- 1969 : Canteloupe Island
- 1969 : King Kong : Jean-Luc Ponty Plays the Music of Frank Zappa avec George Duke, Ernie Watts, Wilton Felder, Ian Underwood. Composition et arrangements de Frank Zappa.
- 1972 : Live at Montreux 72
- 1973 : Sonata Erotica
- 1975 : Upon the Wings of Music
- 1975 : Aurora
- 1976 : Imaginary Voyage
- 1977 : Enigmatic Ocean
- 1978 : Cosmic Messenger
- 1979 : A Taste for Passion
- 1979 : Live
- 1980 : Civilized Evil
- 1981 : Mystical Adventures
- 1983 : Individual Choice
- 1984 : Open Mind
- 1985 : Fables
- 1987 : The Gift of Time
- 1989 : Storytelling
- 1991 : Tchokola
- 1992 : No Absolute Time
- 1996 : Live at Chene Park
- 2001 : Life Enigma
- 2002 : Live at Semper Opera
- 2004 : Jean-Luc Ponty in Concert
- 2007 : The Acatama Experience
- 2011 : Electric Fusion (compilation en coffret 4 cd)

### Collaborations
- 1967 : Free Action, avec le Wolfgang Dauner's Septet
- 1967 : Noon in Tunisia, avec George Gruntz
- 1968 : More Than Meets the Ear, avec George Gruntz, Carmell Jones, Leo Wright, Daniel Humair
- 1969 : Electric Connection, avec The Gerald Wilson Big Band
- 1969 : Jean-Luc Ponty Experience with the George Duke Trio
- 1970 : Astrorama, avec Masahiko Satō
- 1971 : Open Strings, avec Joachim Kühn, Philip Catherine, Peter Warren et Oliver Johnson
- 1971 : New Violin Summit, avec Sugarcane Harris, Michał Urbaniak et Nipso Brantner
- 1972 : "Aria", avec Alan Sorrenti
- 1972 : Honky Château, avec Elton John
- 1973 : Stéphane Grappelli & Jean-Luc Ponty
- 1976 : My Spanish Heart de Chick Corea, joue sur une pièce
- 1991 : Puss in Boots, narration par Tracey Ullman, musique de Jean-Luc Ponty
- 1993 : Heroes de Mark O'Connor, joue sur une chanson
- 1993 : East River Drive de Stanley Clarke, joue sur "Christmas In Rio" et "Never Lose Your Heart/There Lies The Passion"
- 1994 : The Rite of Strings de Al Di Meola, Stanley Clarke
- 2011 : Forever de Chick Corea, Stanley Clarke et Lenny White - Ponty joue sur 5 pièces de la Face 2.
- 2012 : The Mothership Returns de Return to Forever - Album double live
- 2015 : D-Stringz avec Biréli Lagrène et Stanley Clarke
- 2015 : Better Late Than Never avec Jon Anderson

### AvecMahavishnu Orchestra
- 1975 : Apocalypse
- 1975 : Visions of the Emerald Beyond

### Avec Frank Zappa
- 1969 : Hot Rats    +1970 : King Kong : Jean Luc Ponty Plays the music of Frank Zappa
- 1973 : Over-Nite Sensation
- 1974 : Apostrophe (')